# Kensuke Satō
Kensuke Satō (jap. 佐藤 謙介, Satō Kensuke; * 19. Januar 1989 in Saitama, Präfektur Saitama) ist ein ehemaliger japanischer Fußballspieler. 

## Karriere
Kensuke Satō erlernte das Fußballspielen in der Jugendmannschaft der Urawa Red Diamonds in Saitama sowie in der Universitätsmannschaft der Chūō-Universität in Hachiōji. Seinen ersten Vertrag unterschrieb er 2011 beim Yokohama FC. Der Verein aus Yokohama spielte in der zweithöchsten Liga des Landes, der J2 League. 2019 wurde er mit dem Verein Vizemeister der zweiten Liga und stieg in die erste Liga auf. Nach über 300 Spielen für Yokohama wechselte er im Januar 2021 zum Zweitligisten Renofa Yamaguchi FC. Hier stand er drei Spielzeiten unter Vertrag. Nach 102 Ligaspielen für den Verein aus Yamaguchi beendete er nach der Saison 2024 seine Karriere als Fußballspieler.

## Erfolge
Yokohama FC
- Japanischer Zweitligavizemeister: 2019  ▲